# Pour la suite du monde
Pour plus de détails, voir Fiche technique et Distribution.
Pour la suite du monde est un documentaire québécois, réalisé par Pierre Perrault et Michel Brault à l'Office national du film du Canada, et sorti en 1962. Il est le premier long métrage canadien projeté au Festival de Cannes en compétition officielle.
Le film est considéré comme une œuvre pionnière du cinéma direct. En 2017, il est désigné « évènement historique » par le gouvernement du Québec pour son caractère fondateur. 
Pour la suite du monde est aujourd'hui considéré comme un classique du cinéma québécois et canadien.

## Synopsis
Pour la suite du monde traite de la vie des habitants de l'Isle-aux-Coudres et de leur traditionnelle « pêche à marsouin » (le nom local pour désigner le béluga). Les cinéastes ont amené les personnages du film à reconstituer une véritable chasse au marsouin, abandonnée depuis 1924, en mobilisant toutes les générations. Les évènements qui se déroulent dans le film sont donc à la fois joués (bien que chaque séquence n'ait été tournée qu'une seule fois) et vécus.
Le film s’appuie sur les témoignages de deux ancêtres de l’île. Leur langue typique vouée à la disparition, leur évocation du travail en mer et leur rôle dans la pêche au marsouin sont centraux dans tout le film. Leurs récits sont la voie d’accès privilégiée à la vie d’une communauté qui possède un sens poussé des traditions et un grand respect de la nature.
Il s'agit du premier long métrage de « la trilogie de l'Isle-aux-Coudres » de Perrault, qui sera suivi par Le Règne du jour (1967) et  Les Voitures d'eau (1968).

## Réception critique
En 1984, le film se retrouve dans la liste des 10 meilleurs films canadiens de tous les temps, établie par le Festival international du film de Toronto. En 2005, il devient le premier film québécois de l'histoire à être classé comme un chef-d'œuvre (cote 1) par l'agence de presse québécoise Mediafilm.

## Postérité
En 2012, le 50e anniversaire du film est célébré à l'Isle-aux-Coudres, en présence de Michel Brault. Des « harts » (troncs d'arbre sans branches utilisés pour la pêche aux marsouins) sont plantés dans le fleuve Saint-Laurent pour l'occasion.
En 2019, le cinéaste Denys Desjardins fonde le festival de documentaires DOCfest - Pour la suite du doc, qui a lieu à l'Isle-aux-Coudres.

## Fiche technique
- Titre français : Pour la suite du monde
- Titre anglais : Of Whales, the Moon and Men
- Réalisation : Pierre Perrault, Michel Brault, Marcel Carrière
- Scénario : Michel Brault et Pierre Perrault
- Photographie : Michel Brault, Marcel Carrière, Bernard Gosselin et Pierre Perrault
- Son : Marcel Carrière, Ron Alexander, Roger Lamoureux, Pierre Lemelin, William E. Schevill (son additionnel)
- Montage : Werner Nold
- Musique : Jean Cousineau et Jean Meunier
- Producteur : Fernand Dansereau
- Sociétés de production : Office national du film du Canada
- Sociétés de distribution : Faroun Films et Office national du film du Canada
- Pays d'origine :  Canada
- Langue : français
- Budget : 80 000 $
- Durée : 105 minutes
- Sortie :
  - Canada : 4 août 1963
  - France : mai 1963 (Festival de Cannes)
  - Redistribué en 2005

## Distribution
Les participants au documentaire sont des insulaires.
- Léopold Tremblay : marchand et président d'une compagnie de pêche
- Alexis Tremblay : cultivateur et politicien
- Abel Harvey : capitaine et maître de pêche
- Louis Harvey : cultivateur et chantre d'église
- Joachim Harvey : capitaine du Nord de l'Île
- Stanley Jackson : narrateur

## Distinctions

### Récompenses
- 1963 : Mikeldi d’or au Festival international du documentaire et de films brefs de Bilbao à Michel Brault et Pierre Perrault
- 1964 : Film de l’année au Palmarès du film canadien
- 1964 : Prix spécial au Palmarès du film canadien (en reconnaissance de ses qualités visuelles, de son point de vue original et de ses qualités artistiques)
- 1985 : Mention au Festival international du film de Tróia, Portugal
- 1994 : Mention spéciale au Festival international de films ethnographique et anthropologiques de Nuoro, Italie

### Sélection
- 1963 : en compétition officielle au Festival de Cannes (premier long métrage canadien à y être présenté[9])

### Autres honneurs
- 1984 : Classé au 8e rang des meilleurs films canadiens de tous les temps au Festival international du film de Toronto
- 1996 : fait partie des dix films représentés sur une série de timbres-poste émis par Postes Canada pour célébrer le centième anniversaire du cinéma au Canada[4]
- 2008 : Premier film québécois à obtenir la cote 1, soit chef-d'œuvre, de Médiafilm
- 2016 : classé parmi 150 œuvres essentielles de l’histoire du cinéma canadien dans le cadre d’un sondage auprès de 200 professionnels des médias mené par le TIFF, Bibliothèque et Archives Canada, la Cinémathèque québécoise et la Cinémathèque de Vancouver, en prévision des célébrations entourant le 150e anniversaire du Canada en 2017[4]

### Revue de presse
- Jean d'Yvoire, « Pour la suite du monde », Téléciné, no 117, Paris, Fédération des Loisirs et Culture Cinématographique (FLECC), octobre-novembre 1964,  (ISSN 0049-3287)